# Světová nabídka a spotřeba energie

Celosvětová spotřeba energie měřená v exajoulech za rok: Uhlí, ropa a zemní plyn zůstávají hlavními globálními zdroji energie, i když obnovitelné zdroje energie začaly rychle růst.

Spotřeba energie od roku 1800

Světový energetický mix 1965–2020

Světová nabídka a spotřeba energie se vztahuje k celosvětové výrobě primární energie, přeměně energie a obchodu s ní a ke konečné spotřebě energie. Energie může být využívána v různých formách, jako zpracovaná paliva nebo elektřina, nebo k různým účelům, například k dopravě nebo výrobě elektřiny. Výroba a spotřeba energie jsou důležitou součástí ekonomiky. Toto téma zahrnuje teplo, nikoli však energii z potravin.
Roku 2021 celková světová primární produkce energie byla 14800 MToe odpovídající 172 PWh za rok (z toho 24 PWh za rok elektrická energie) čili výkon 19,6 TW. Světová celková konečná spotřeba (díky ztrátám při přeměně a distribuci) byla roku 2017 rovna jen 9717 Mtoe. 
Od roku 2022 je spotřeba energie stále přibližně z 80 % tvořena fosilními palivy. Státy Perského zálivu a Rusko jsou hlavními vývozci energie, významnými odběrateli jsou Evropská unie a Čína, kde se na domácím trhu nevyrábí dostatek energie, aby byla uspokojena poptávka po energii. Spotřeba energie obecně roste přibližně o 1–2 % ročně, s výjimkou solární a větrné energie, která v roce 2010 dosahovala v průměru 20 % ročně.
Vyrobená energie se podobně jako energie z fosilních paliv zpracovává, aby byla vhodná pro spotřebu konečnými uživateli. Řetězec dodávek energie od počáteční výroby až po konečnou spotřebu zahrnuje mnoho různých činností, které v konečném důsledku způsobují ztráty užitečné energie, viz exergie.
Spotřeba energie na obyvatele v Severní Americe je velmi vysoká, zatímco v méně rozvinutých zemích je nízká a obvykle více obnovitelná. Existuje jasná souvislost mezi spotřebou energie na obyvatele a HDP na obyvatele.
V důsledku pandemie covidu-19 došlo v roce 2020 k výraznému poklesu spotřeby energie na celém světě, ale do roku 2021 se celková poptávka po energii na celém světě obnovila a v roce 2022 dosáhla rekordní výše.
Závažným problémem týkajícím se výroby a spotřeby energie jsou emise skleníkových plynů. Z přibližně 50 miliard tun celosvětových ročních celkových emisí skleníkových plynů bylo v roce 2021 v důsledku energetiky (téměř všechny z fosilních paliv) vypuštěno 36 miliard tun oxidu uhličitého. Cíl stanovený v Pařížské dohodě o omezení změny klimatu bude obtížné splnit. Bylo představeno mnoho scénářů snížení emisí skleníkových plynů, obvykle pod názvem čistá nula do roku 2050.

## Dostupnost dat
Mnoho zemí zveřejňuje statistiky o dodávkách a spotřebě energie buď ve své vlastní zemi, nebo v jiných zajímavých zemích, nebo ve všech zemích dohromady v jednom grafu. Jedna z největších organizací v této oblasti, Mezinárodní energetická agentura (IEA), prodává každoročně komplexní údaje o energetice, díky čemuž jsou tato data placená a pro uživatele internetu obtížně dostupná. Organizace Enerdata naopak vydává bezplatnou ročenku, díky čemuž jsou data dostupnější. Další důvěryhodnou organizací, která poskytuje přesné údaje o energetice, vztahující se především k USA, je U.S. Energy Information Administration.

### Související stránky
- Energetika
- Příkon
- Energetická koncepce
- Emise skleníkových plynů zdrojů energie během životního cyklu
- Ropný zlom
- Udržitelná energie